# Список переименованных населённых пунктов Рязанской области
В данном списке приведены населённые пункты, расположенные согласно современному административно-территориальному делению в Рязанской области России, название которых изменялось.

## А
- Пустынь (XVI в.) → Аграфенина Пустынь (XVIII в.) → Агро-Пустынь (1930-е, сельский населённый пункт)[1]
- Станция Ранненбург → Александро-Невский (начало XX века)

## Б
- Самодуровка → Береговое (сельский населённый пункт)[2]

## В
- Слюнино → Вишневка (сельский населённый пункт)[2]
- Богородицкое → Полтевы Пеньки → Восход (сельский населённый пункт)[3]

## Г
- Верпутец → Гусь-Железный (начало XX века)

## З
- Побединский → Заречный (посёлок городского типа)[4]
- Самодуровка → Зорино (сельский населённый пункт)[2]

## И
- Истомино → Посёлок Касимовской РТС → Крутоярский (1966)

## К
- Николо-Кобыльское → Калиновка (сельский населённый пункт)[2]
- Городец Мещерский → Касимов (1471)[5]
- Мещёрское → Красные Выселки (сельский населённый пункт)

## Н
- Новая Самодуровка → Новокрасное (сельский населённый пункт)[6]

## О
- Ерино → Октябрьский (посёлок городского типа)[7]
- Дурное → Октябрьское [8]

## Р
- Собакино → Раздольное (сельский населённый пункт)[2]
- Кобылинка → Рябиновка (сельский населённый пункт)[2]
- Переяславль-Рязанский → Рязань (1778)

## С
- Острожек → Скопин[9]
- Самодуровка → Солнечное (сельский населённый пункт)[2]
- Монашка → Сосновка (сельский населённый пункт)[2]
- Клепики → Спас-Клепики (середина XIX века)
- Спасское → Спасск → Спасск-Рязанский (1929)[10]
- Сергиевка → Сявель (сельский населённый пункт)[2]

## Источник
- Е. М. Поспелов. Имена городов: вчера и сегодня (1917—1992): Топонимический словарь. — Москва: Русские словари, 1993. — 249 с.
- Г. П. Смолицкая. Топонимический словарь Центральной России. — Москва: Армада-пресс, 2002. — 416 с.